# Corny Thompson
Cornelius Allen Thompson, detto Corny (Middletown, 5 febbraio 1960), è un ex cestista e allenatore di pallacanestro statunitense, professionista nella NBA, in Italia e in Spagna.

## Carriera
Ha giocato per quattro stagioni nell'università del Connecticut diventando un autentico idolo, tanto da essere inserito nelle "leggende del secolo" della scuola. Detiene ancora tutt'oggi alcuni record nella sua università, come quello dei tiri liberi segnati. È quinto come punti segnati. Per tutti i quattro anni è risultato il miglior rimbalzista della squadra.
Nel draft NBA 1982 viene scelto dai Dallas Mavericks, con cui disputa 44 gare. È la quarta scelta del terzo giro.
Nel 1984 decide di trasferirsi in Europa e arriva alla Pallacanestro Varese, nelle cui file disputa sei stagioni, durante le quali spicca la sua grande capacità a rimbalzo, mantenendo buone percentuali da 2 e da 3.
Si trasferisce a Badalona, dove vince l'Eurolega del 1994.

## Palmarès

### Giocatore

#### Squadra
- Campionato spagnolo: 2

Joventut Badalona: 1990-91, 1991-92
- Copa Príncipe de Asturias: 1

Joventut Badalona: 1991
- Liga catalana: 3

Joventut Badalona: 1990, 1991, 1992
- Coppa dei Campioni: 1

Joventut Badalona: 1993-94

#### Individuale
- McDonald's All-American Game (1978)